# Teqqiingalik

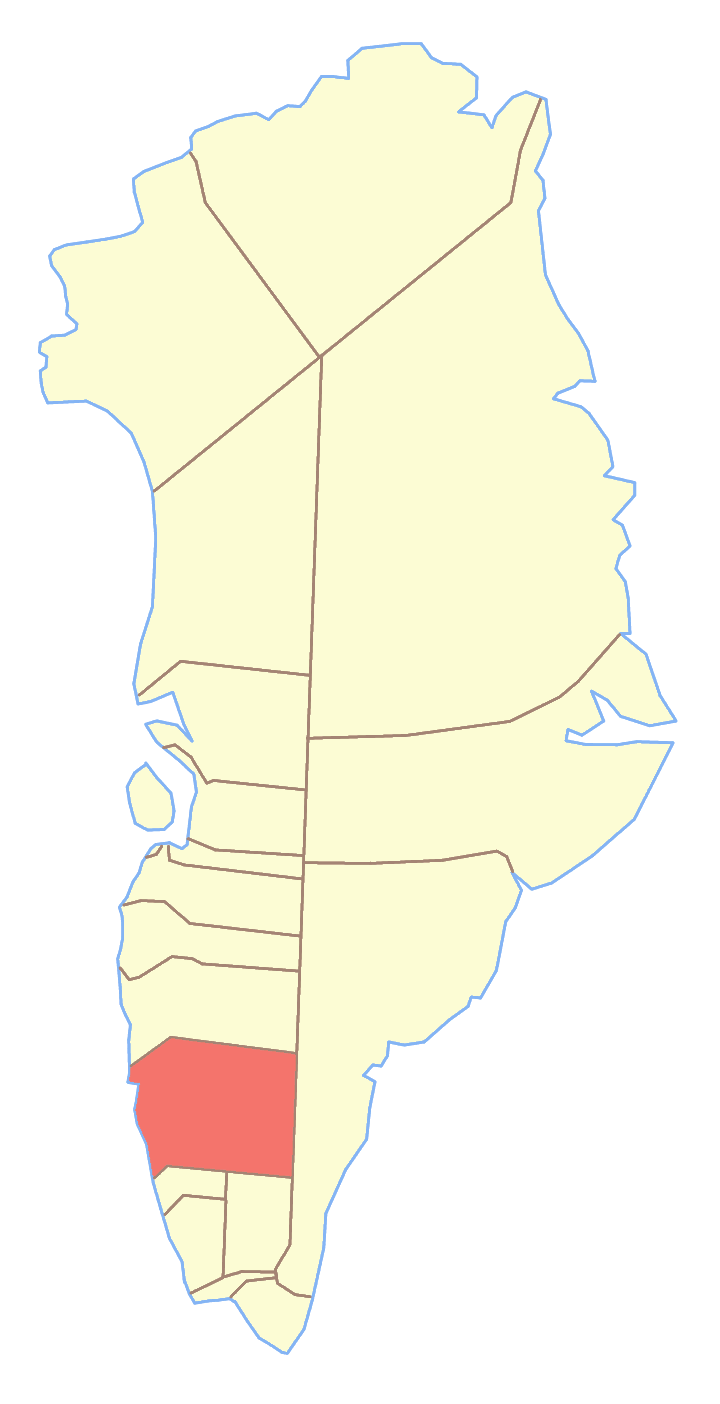
Ex comune di Nuuk, dove si trovava il Teqqiingalik

Il Teqqiingalik è una montagna della Groenlandia di 1075 m. Si trova a 64°08'N 51°27'O; appartiene al comune di Sermersooq.